# Pentium OverDrive

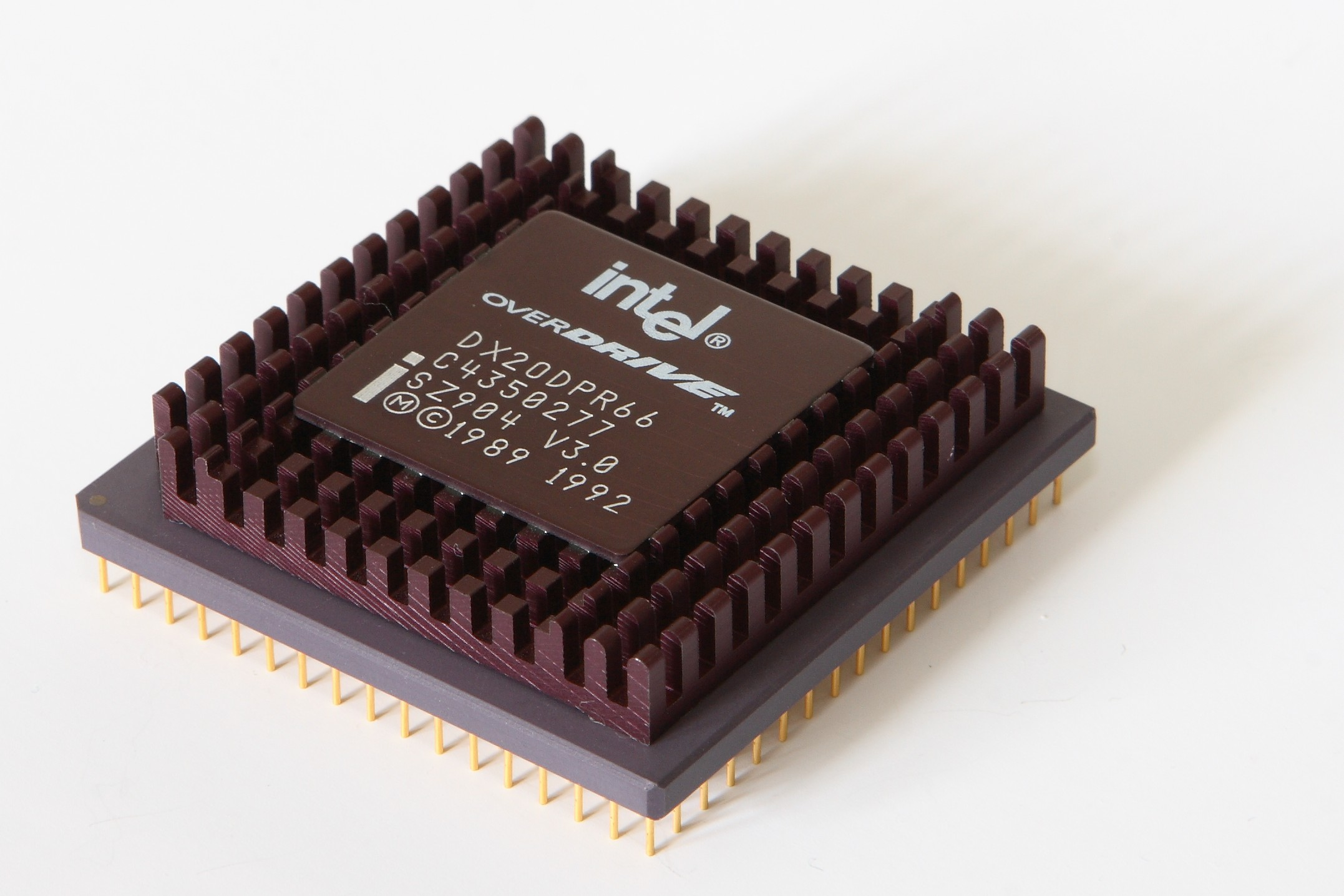

Pentium OverDrive — семейство процессоров, разработанных фирмой Intel. Базировался на сильно модифицированном ядре Pentium P54 с питанием 3,3 вольта (на котором несколько ранее были выпущены процессоры Pentium с частотами 75, 90 и 100 МГц),
имея встроенный стабилизатор напряжения, понижавший 5 В до 3,3 В; имел шину[прояснить], как у 486-х процессоров, но с дополнительными выводами для питания и земли.
Первая модель — PODP5V63 — была представлена в феврале 1995 года, вторая — PODP5V83 — в октябре того же года. Для компенсации уменьшения быстродействия из-за использования 32-разрядной шины у него был вдвое увеличен кэш (32 кБ против 16 кБ у «классических» Pentium с 64-разрядной внешней шиной).
Процессор имел встроенный стабилизатор напряжения, понижавший 5 вольт, поступавшие от системной платы, до 3,3 вольта, требовавшихся для нового ядра; это дополнительно увеличивало энергопотребление. Также процессор был снабжён встроенным радиатором и вентилятором, питавшимся от процессорного гнезда.
Процессор на частоте 83 МГц проигрывал единицы процентов по производительности целочисленной арифметики конкурирующему 5х86-133 от AMD, но был существенно лучше в операциях с плавающей запятой.
В целом, процессор был не очень популярен, так как цена его была выше, чем у 5х86-133, а в сегменте высокопроизводительных ПК и серверов он не мог применяться, так как SMP (поддержка нескольких процессоров) была в системах на Pentium реализована совсем иначе, чем у 486, то есть, в двухпроцессорной плате нельзя было заменить 486 на OverDrive.
Существовала также ещё менее известная и более редкая модификация Pentium OverDrive, предназначенная для материнских плат с Socket 4, то есть, предназначенных для 5-вольтовых Pentium 60 и 66. Эта модификация позволяла поднять тактовую частоту вдвое, до 120 и 133 МГц, соответственно.